# Рот ан дер Рот
Рот ан дер Рот (њем. Rot an der Rot) општина је у њемачкој савезној држави Баден-Виртемберг. Једно је од 45 општинских средишта округа Биберах. Према процјени из 2010. у општини је живјело 4.353 становника. Посједује регионалну шифру (AGS) 8426100.

## Географски и демографски подаци
Рот ан дер Рот се налази у савезној држави Баден-Виртемберг у округу Биберах. Општина се налази на надморској висини од 605 метара. Површина општине износи 63,4 km². У самом мјесту је, према процјени из 2010. године, живјело 4.353 становника. Просјечна густина становништва износи 69 становника/km².